# Melodyne
Melodyne ist eine Musiksoftware, die die automatische Tonhöhenkorrektur von Musikaufnahmen ermöglicht. Sie enthält außerdem Funktionen zur Klangbearbeitung und der Analyse von Musikstücken.

## Allgemeines
Die Musiksoftware wird in Versionen für Windows und macOS von der Celemony Software GmbH vertrieben. Der Name setzt sich aus den Worten Melodik und Dynamik zusammen. Bei der Markteinführung war Melodyne die erste PC-Software, die eine voneinander unabhängige Echtzeit-Bearbeitung verschiedener Parameter wie zum Beispiel Tonhöhe, Klangcharakter und Geschwindigkeit ermöglichte. Die Grundidee bestand in einer von einer Tonhöhe und Zeit unabhängigen Bearbeitung des Klangmaterials.

## Funktion
Das aufgezeichnete Audiomaterial wird vom Programm einer Analyse unterzogen, damit es anschließend in Echtzeit bearbeitet werden kann. Im ersten Schritt wird das Material als entweder melodisch, mehrstimmig oder perkussiv eingestuft. Gesangliche Freiheiten, wie zum Beispiel das Ansteuern der gesungenen Töne und andere Stilmittel werden dabei automatisch erkannt, in sogenannten „Blobs“ (dt. Kleckse, Tropfen) dargestellt und somit für eine Bearbeitung zugänglich gemacht. Im zweiten Schritt wird melodisches Material nach Tonhöhen angeordnet, perkussives und mehrstimmiges Material werden auf der gleichen Tonhöhenachse dargestellt. Dabei bleibt der Zusammenhang zwischen den Tönen bestehen. In der visuellen Darstellung der Tonhöhen können falsche Töne verbessert und sogar ganze Melodien in andere Tonarten transponiert werden.

## Geschichte
2008 stellte Celemony mit Direct Note Access (DNA; deutsch: Direkter Notenzugriff) eine Technologie vor, die es ermöglicht, aus polyphonem Audiomaterial einzelne Noten herauszugreifen und zu verändern. Bis zu diesem Zeitpunkt war es nur möglich, monophones und perkussives Klangmaterial zu bearbeiten. Im Herbst 2014 wurde eine weitere Neuerung für Melodyne vorgestellt: Durch die Extraktion von Ereignissen in fertig gemischter Musik ermittelt Melodyne den Takt. Als Konsequenz kann der Musiker im Studio beim Aufnehmen der ersten Spur eines neuen Stücks nun ohne Metronom arbeiten, denn Melodyne ermittelt anschließend jeden Taktbeginn (Downbeat) und die Zwischenschläge. Damit ist es möglich, das Tempo nachträglich auf eine feste Geschwindigkeit zu bringen oder eine Tempospur zu generieren, auf deren Tempo-Basis die nachfolgenden Spuren eingespielt werden.
Am 14. Januar 2016 erschien Melodyne 4, das unter anderem über die oben genannten Tempofunktionen verfügt.
Am 26. Mai 2020 kam Melodyne 5 heraus. Die wichtigsten Neuerungen betreffen die Intonationskorrektur von Gesang. Der Algorithmus erkennt nun neben vielen anderen Aspekten einer Gesangsaufnahme auch automatisch Geräuschanteile und Atmer, die er dann getrennt von den tonalen Anteilen verarbeitet. Die Lautstärkebalance zwischen geräuschhaften und tonalen Anteilen lässt sich dabei für jede einzelne Note steuern. Das hilft bei Gesangsdopplungen und Chören und kann einen De-Esser ersetzen. Neue Möglichkeiten zur Dynamikgestaltung bieten auch Fade-Werkzeug und Makro zum Angleichen der Lautstärke, denn sie arbeiten pro Note und das sogar in mehrstimmigem Audiomaterial. Mit der Akkordspur und dem Akkordraster (mit integrierter Akkorderkennung) können beliebige Aufnahmen und Samples an den eigenen Song angepasst werden.
Momentan gibt es vier verschiedene Versionen von Melodyne: Melodyne studio und editor (mit DNA), Melodyne assistant sowie Melodyne essential.